# Jean Pichore
Jean Pichore est un peintre enlumineur et imprimeur dont l'activité est attestée entre 1502 et 1521 à Paris.

## Éléments biographiques
Plusieurs documents d'archives évoquent cet artiste. Les premières traces de son activité sont mentionnées dans les livres de compte du cardinal Georges d'Amboise en 1502-1503 en son château de Gaillon, où il est mentionné en tant que « enlumineur et historieur » « demourant à Paris ». En 1517, les échevins de la ville d'Amiens lui font porter un manuscrit des Chants royaux destiné à Louise de Savoie. Une activité d'imprimeur est attestée par ailleurs : son nom apparaît dans deux frontispices de livres d'heures imprimés les 5 avril et 24 septembre 1504. En 1520, il vend des terrains à l'Hôtel-Dieu de Paris pour une maison située entre la rue de Seine et la rue Mazarine dont il est propriétaire depuis au moins 1510. Le dernier document à son sujet est un procès civil qui se déroule le 5 août 1521 dans lequel Jean Pichore représente ses trois filles. Selon Jean-Luc Deuffic, son patronyme indiquerait une origine bretonne et plus précisément de la région de Landerneau.

## Style
Il est difficile de déterminer son style car il a été à la tête d'un atelier assez vaste devant assumer beaucoup de commandes dont il ne réalise lui-même que les morceaux de choix tels que les grandes miniatures ou les frontispices. Ceci explique le caractère inégal de certaines œuvres. Son style est influencé par l'enluminure venue de la vallée de la Loire et Bourges et a lui-même contribué à forger un style parisien qui prédomine dans la ville pendant cette période du XVIe siècle. Il est parfois rattaché à un groupe d'artistes désigné sous le nom d'« école de Rouen », qui lui vient de sa collaboration avec des artistes venant de cette ville lors de ses travaux pour Georges d'Amboise, même s'il n'y a sans doute jamais résidé.

## Œuvres attribuées

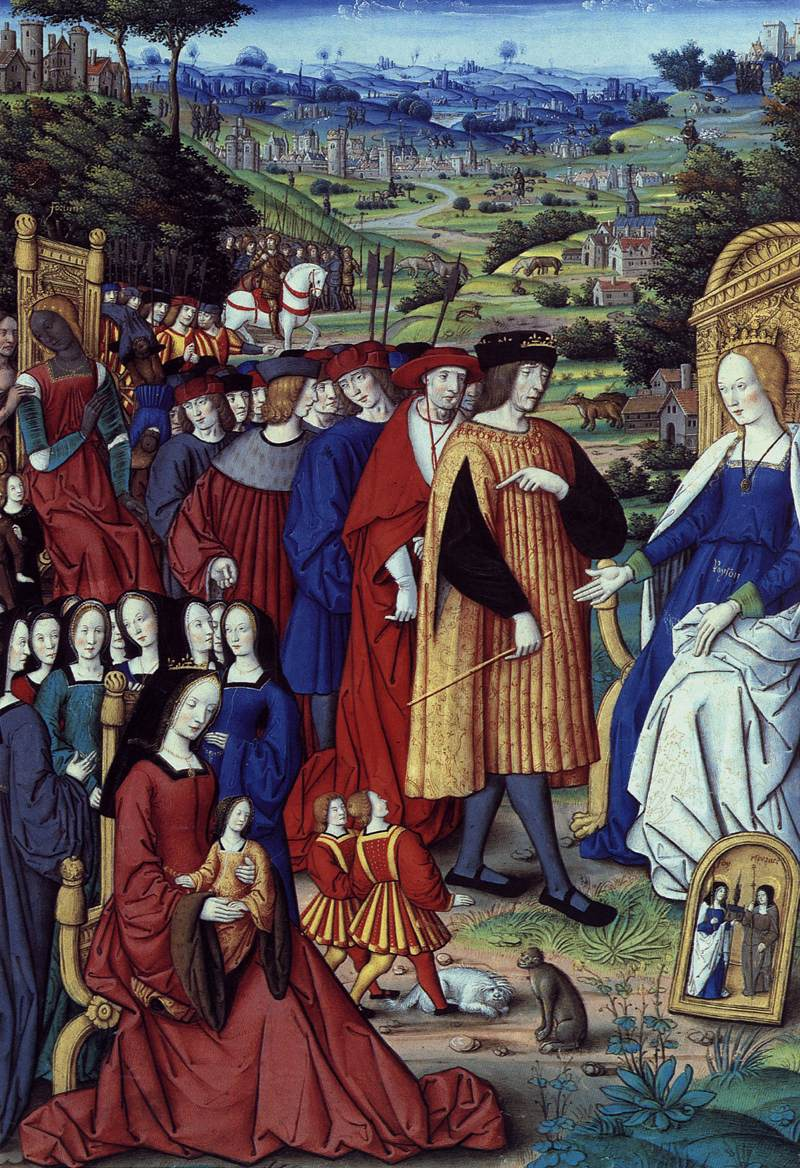
Louis XII et sa cour s'adressant à la raison, miniature extraite des Remèdes de l'une et l'autre Fortune de Pétrarque, BNF Fr 225

Les manuscrits ont été attribués à partir des œuvres attestées de sa main, à savoir le manuscrit de la Cité de Dieu du cardinal d'Amboise et les Chants royaux de Louise de Savoie. Des œuvres ont été distinguées de sa main sous le nom de Maître des Triomphes de Pétrarque, qui est sans doute un de ses proches collaborateurs.

### Ouvrages historiques, moraux ou poétiques
- Discours de Plutarque sur le mariage de Pollion et Eurydice, commandé à l'occasion du mariage de Louis XII avec Anne de Bretagne en 1499, Saint-Pétersbourg, Bibliothèque nationale de Russie, Fr. Q.v.III, 3
- De Civitate Dei de saint Augustin, réalisé pour Georges d'Amboise, Bibliothèque nationale de France, Lat 2070 (2 miniatures)
- Fleur des histoires de Jean Mansel, destiné à Georges d'Amboise à Rouen, après 1498, en collaboration avec le Maître de Philippe de Gueldre et Robert Boyvin, Bibliothèque nationale de France, Fr.54
- Chroniques de Froissart, peintes pour le cardinal Georges d'Amboise, passées en vente chez Sotheby's le 18 juin 1991 (lot 100) et acquis par le libraire Heribert Tenschert (Catalogue XXIX, 1992)
- Remèdes de l'une et l'autre Fortune de Pétrarque, offerts à Louis XII par le cardinal d'Amboise, 1503, BNF, Fr.225[5]
- Remèdes de l'une et l'autre Fortune de Pétrarque, exemplaire pour Louise de Savoie, vers 1503, BNF, Fr.224[6]
- Fleur des histoires de Jean Mansel, petites miniatures attribuées à son atelier, BNF Fr 54
- Chroniques de Enguerrand de Monstrelet, petites miniatures attribuées à son atelier, BNF Fr.2678-2679
- Héroïdes d'Ovide, enluminé pour Louise de Savoie, 21 miniatures, après 1498, BNF, Fr 873
- Héroïdes d'Ovide, attribué à l'atelier, vers 1504, BNF, Fr.874
- Héroïdes d'Ovide, bibliothèque de l'Assemblée nationale, Paris, Ms.1466[7]
- Héroïdes d'Ovide, 139 miniatures, Bibliothèque nationale autrichienne, Vienne, Cod.2624[8]
- Antiquités judaïques de Flavius Josèphe, en collaboration avec Robert Boyvin et Jean Serpin, vers 1503, Bibliothèque Mazarine, ms 1581[9]
- Vies des femmes célèbres écrit par Antoine Dufour pour Anne de Bretagne en 1506, musée Dobrée, Nantes, ms. 17[10]
- série de manuscrits des Vies parallèles de Plutarque, traduits et écrits par Simon Bourgouyn, enluminés vers 1508 en collaboration avec le Maître de Philippe de Gueldre, à destination d'Antoine de Lorraine, fils de Philippe de Gueldre, la commanditaire probable :
  - Vies de Démosthène, Cicéron et de Caton l'Ancien, Bibliothèque nationale autrichienne, Cod.2565[11]
  - Vies de Romulus et de Caton d'Utique, passé en vente chez Sotheby's le 7 décembre 2010 (lot 3)[12]
  - Vies de Scipion et Pompée, Royal Collection, RCIN 1047552[13]
  - Vie d'Hannibal, Bibliothèque nationale autrichienne, Cod.2587[14]
  - Ancienne collection Phillipps MS.3110, et peut-être ancienne collection D. Coleman
- Trespassement de saint Jérôme pour Louise de Savoie, vers 1509-1510, 3 miniatures, BNF, Fr.421
- Le Trépas de l’hermine regrettée (récit des funérailles d'Anne de Bretagne), Petit Palais, Dutuit 664[15]
- Chants royaux du Puy Notre Dame d'Amiens, commandés par les échevins d'Amiens pour Louise de Savoie, 1517, BNF Fr.145[16]
- Karlsruhe, Badische Landesbibliothek, Durlach 1
- Trèves, trésor de la cathédrale de Trèves Hs 73
- Disputacion de la Felicite Humaine, vers 1510, British Library, Cotton Caligula A V[17]
- Recueil sommaire des chroniques françaises de Guillaume Cretin (tome 1 et 2), vers 1515-1525 (complété par des portraits attribués à Jean Perréal), BNF, Fr.2817-2818
- Des cas des nobles hommes et femmes, 1 miniature, BNF, Fr.128
- Histoire d'Alexandre de Quinte Curce, 1 miniature, vers 1500, BNF Fr.708

### Livres d'heures

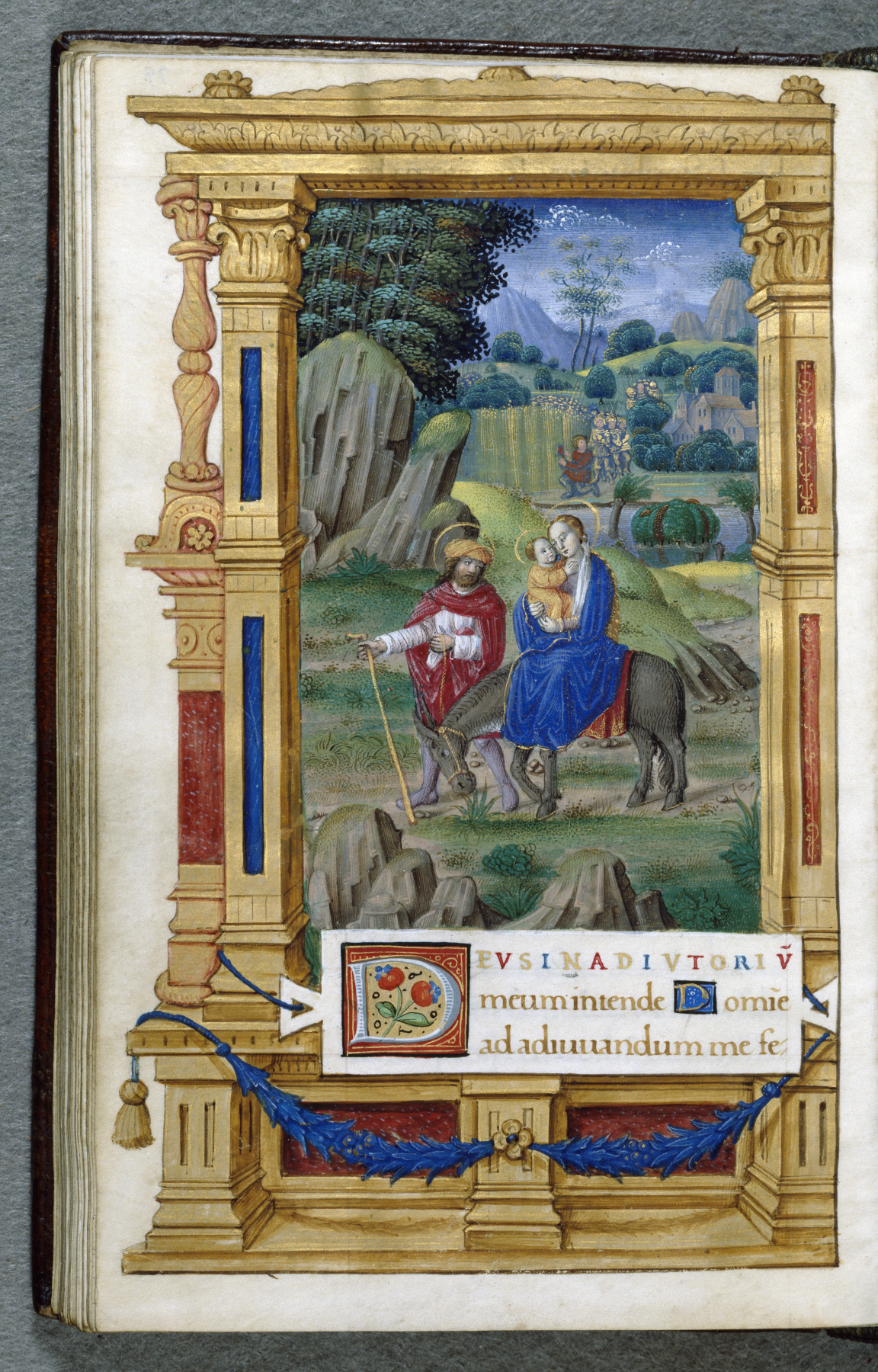
La Fuite en Égypte, livre d'heures, Walters Art Museum, W452, f.79v.

- Livre d'heures dit du cardinal de York, vers 1500, Royal Collection, RCIN 1005087[18]
- Heures Poncher, vers 1500, en collaboration avec le Maître de la Chronique scandaleuse, le Maître du Cardinal de Bourbon et le Maître de Jacques de Besançon, J. Paul Getty Museum, Los Angeles, Ms.109[19]
- Livre d'heures à l'usage de Rome, vers 1500-1505, avec 41 miniatures attribuées au maître en collaboration avec le Maître de Philippe de Gueldre, Jean Coene et une ou deux autres mains, libraire Heribert Tenschert, Cat. LMA, n.F. VI, 2009, no 24
- Livre d'heures à l'usage de Rome, vers 1503, 142 miniatures, musée Condé, Chantilly, ms.72
- Portraits des rois de France et des comtes et comtesses de Dammartin, vers 1502, musée Condé, ms 866
- Livre d'heures, vers 1520, Walters Art Museum, Baltimore, W452[20]
- Livre d'heures, Walters Art Museum, Walters Art Museum, W459[21]
- Livre d'heures à l'usage de Rouen, réalisé pour Georges d'Amboise, vers 1510, bibliothèque apostolique vaticane, Barb. Lat.487
- Livre d'heures, atelier, British Library, Ms.Sloane 2418[22]

### Feuillets isolés
- Deux feuillets L'Annonciation et Le festin du mauvais riche et de sa femme, tirés d'un livre d'heures, Musée des beaux-arts de Tours, Inv. 1947-317-1 & 2[23]
- Scène de séduction dans un banquet romain, miniature tirée d'un ancien manuscrit du De Arte Amandi d'Ovide réalisé en collaboration avec le Maître des Entrées parisiennes, Musée du Louvre, MI1099
- Cinq miniatures du Rondeau des Vertus d'André de la Vigne, Musée national de la Renaissance, Écouen, E.Cl.22718a-e[24]

### Imprimés
- Livre d'heures sur vélin, avec des miniatures ajoutées à la main, vers 1505, Walter Museum of Art, 91.614[25]
- Heures a lusaige de Romme imprimé par Gilles Hardouyn, 1509, quelques feuillets gravés et enluminés conservés au musée du Louvre (Bethsabée au bain, Adoration des mages) RF 4242-4243[26]
- Heures a lusaige de Rome imprimées par Germain Hardouyn, 1514, quelques feuillets gravés et enluminés conservés au musée du Louvre, L 224 LR[27]
- Heures gothiques pour Simon Vostre, 1507, quelques feuillets gravés et enluminés, musée du Louvre,  L227LR[28]
- Livre d'heures imprimé par Hardouyn vers 1520, gravures peintes par le Maître de Philippe de Gueldre d'après des dessins de Pichore, Société archéologique de Montpellier, GV 381
- Heures à l'usage de Paris, pour Simon Vostre, 1510, suite de bois gravés d'après Jean Pichore (la suite complète est de quatorze pièces, il y en a ici huit), Bnf[29]